# Everdon
Everdon – wieś w Anglii, w hrabstwie Northamptonshire, w dystrykcie (unitary authority) West Northamptonshire. Leży 19 km na zachód od miasta Northampton i 112 km na północny zachód od Londynu. Miejscowość liczy ok. 350 mieszkańców.